# David Griffiths (físico)
David J. Griffiths (1942) é um físico estadunidense.
Trabalhou no Reed College de 1978 a 2009, tornando-se professor da Cátedra Howard Vollum de Ciências antes de aposentar-se.
Griffiths estudou na The Putney School, com graduação na Universidade Harvard (B.A., 1964; M.A., 1966; Ph.D., 1970). Sua tese, "Covariant Approach to Massless Field Theory in the Radiation Gauge") sobre física de partículas teórica foi supervisionada por Sidney Coleman. É conhecido principalmente como autor de três livros texto de grande reconhecimento destinados a estudantes de graduação em física:
- Introduction to Elementary Particles (publicado em 1987, segunda edição 2008)
- Introduction to Quantum Mechanics (publicado em 1995, segunda edição 2004)
- Introduction to Electrodynamics (publicado em 1981, quarta edição 2012).

Recebeu em 1997 o Prêmio Robert A. Millikan.

## Livros
- Griffiths, David J. (2008). Introduction to Elementary Particles (2nd ed.). [S.l.]: Wiley-VCH. ISBN 3-527-40601-8
- Griffiths, David J. (2012). Introduction to Electrodynamics (4th ed.). [S.l.]: Addison-Wesley. ISBN 0-32-185656-2
- Griffiths, David J. (2004). Introduction to Quantum Mechanics (2nd ed.). [S.l.]: Prentice Hall. ISBN 0-13-111892-7
- Griffiths, David J. (2012). Revolutions in Twentieth-Century Physics. [S.l.]: Cambridge University Press. ISBN 9781107602175) Verifique |isbn= (ajuda)

As mais recentes edições de cada livro são geralmente reconhecidas como textos básicos de cursos de graduação.